# بوبي لي هرت
بوبي لي هرت (6 ديسمبر 1961 في الولايات المتحدة - ) (بالإنجليزية: Bobby Lee Hurt)‏ هو لاعب كرة سلة أمريكي في مركز هجوم قوي الجسم. لعب مع Alabama Crimson Tide men's basketball ‏.

## وصلات خارجية
- بوبي لي هرت على موقع سبورتس رفرنس (الإنجليزية)
- بوبي لي هرت على موقع الدوري الإسباني لكرة السلة (الإسبانية)
- بوبي لي هرت على موقع كلية كرة السلة في سبورتس رفرنس.كوم (الإنجليزية)
- بوبي لي هرت على موقع ريلجم (الإنجليزية)
- بوبي لي هرت على موقع سبورتس رفرنس (الإنجليزية)